# Heaven and Hell (альбом Black Sabbath)
Heaven and Hell (с англ. — «Рай и ад») — девятый студийный альбом британской хеви-метал-группы Black Sabbath. Выпущен в 1980 году. Первый альбом, записанный с участием Ронни Джеймса Дио и первый альбом, спродюсированный Мартином Бёрчем. Спустя более чем 10 лет критик из AllMusic назвал альбом одним из лучших в истории группы.

## Об альбоме
Альбом записывался в Майами (США) в студии Criteria Studios. Группа остановилась в доме Барри Гибба из группы Bee Gees, которые в то время также работали в Criteria Studios.
«Как только Ронни вошел в стаю, у нас появился другой голос», — вспоминает Тони Айомми, подчеркивая свежесть Black Sabbath 2.0. «Это побудило нас писать по-другому, правда. Все поле снова было открыто для того, чтобы пробовать разные вещи. Ронни мог как бы адаптироваться своим голосом, и это создало совершенно другую атмосферу и привело нас к написанию какого-то нового материала. У нас был некоторый застой. Как только Ронни ввязался, это заставило нас работать и больше думать о том, что мы собираемся делать. И он поощрял нас делать больше. Это было действительно освежающе».
Еще одним большим сдвигом в то время был тот факт, что Батлер больше не писал тексты Black Sabbath. «О, я был просто очень рад, что кто-то другой пишет тексты» — объясняет он. «Я слышал текст песни Ронни, и это совсем не похоже на то, что я бы написал. Мне казалось, что я дошел до конца своих текстов, на альбоме Never Say Die мне просто больше не о чем было писать. Так что было невероятным облегчением, что кто-то пришел и сделал это. Его вещи, я думаю, это больше фэнтези, драконов и всего такого. В моих — было больше политики и повседневных событий, в то время как его тексты были более сюрреалистичными и не от мира сего».
Релиз достиг 9-го места в UK Albums Chart и 28-й позиции в Billboard Top 200 в США, где он также был сертифицирован как платиновый, и получил положительные отзывы критиков.
Многие люди чувствовали, что приглашение Дио в Black Sabbath было ошибкой с обеих сторон. Попытка заменить Оззи была невозможной задачей. Но Ронни никогда и не пытался заменить Оззи. Он помог Sabbath идти в другом направлении. Качество альбома Heaven and Hell завоевало всех — ну, почти всех, — шоу было великолепным, и группа получила отличный отклик.
— Малкольм Дом, интернет-радиостанция TotalRock

## Список композиций
Авторами всех песен (мелодий и аранжировок) числятся Ронни Джеймс Дио, Тони Айомми, Билл Уорд и Гизер Батлер. Автор текстов — Ронни Джеймс Дио.

### Сторона первая
1. «Neon Knights» — 3:49
2. «Children of the Sea» — 5:30
3. «Lady Evil» — 4:22
4. «Heaven and Hell» — 6:56

### Сторона вторая
1. «Wishing Well» — 4:02
2. «Die Young» — 4:41
3. «Walk Away» — 4:21
4. «Lonely is the Word» — 5:49

## Синглы с альбома
| Год  | Песня          | Позиции в хит-парадах | Позиции в хит-парадах | Позиции в хит-парадах | Позиции в хит-парадах |
| Год  | Песня          | US Singles Chart      | US Mainstream Rock    | UK Singles Chart      |                       |
| 1980 | «Neon Knights» | -                     | #17                   | #22                   |                       |
| 1980 | «Die Young»    | -                     | -                     | #41                   |                       |

## Участники записи
- Ронни Джеймс Дио — вокал
- Тони Айомми — гитара
- Терри «Гизер» Батлер — бас-гитара
- Билл Уорд — ударные

при участии:
- Джефф Николс — клавишные

## Позиции в хит-парадах
Годовые чарты:
| Год  | Чарт                         | Позиция |
| ---- | ---------------------------- | ------- |
| 1980 | Великобритания (Gallup Poll) | 59      |